# Épendymocyte
Les épendymocytes ou cellules épendymaires sont un des quatre types de cellules gliales du système nerveux central, où elles bordent le canal de l'épendyme et les ventricules cérébraux. Ce sont des cellules épithéliales dont la fonction est d'assurer l'interface entre le système nerveux et le liquide cérébrospinal. D'ailleurs, elles entourent les cellules produisant ce liquide cérébrospinal (LCS, anciennement appelé liquide céphalo-rachidien) et le font circuler grâce à leurs cils mobiles.

## Développement
Durant le développement embryonnaire, les cellules épendymaires dérivent des cellules du tube neural qui gardent leur caractère épithélial pour former l'épithélium épendymaire.

## Description
La description histologique des cellules épendymaires est très variable selon leur localisation anatomique. Elles présentent une forme grossièrement cuboïde avec une partie basale et une partie apicale (ou ventriculaire). La surface ventriculaire est pourvue de cils mobiles.
Les cellules épendymaires sont dépourvues de lame basale et ne présentent pas de jonctions serrées (à la différence de nombreux épithéliums) entre le liquide cérébrospinal et le tissu nerveux. Les cellules épendymaires ne forment donc pas, stricto sensu, un épithélium (le terme de « pseudo-épithélium » serait plus adéquat). Néanmoins, on pourra distinguer les épendymocytes des plexus choroïdes qui forment un épithélium, des épendymocytes des plexus extrachoroïdes, qui eux forment un pseudo épithélium.
Les cellules épendymaires sont unies entre elles par des jonctions latérales (zonula adhaerens) et en particulier des jonctions communicantes. Cette couche cellulaire ne forme pas une barrière imperméable (pas de zonula occludens, excepté au niveau des plexus choroïdes) mais sa perméabilité est régulée en particulier grâce aux aquaporines (canaux transporteurs d'eau). 
Les cellules épendymaires sont reconnues par un anticorps dirigé contre l'EMA en rapport avec le corpuscule basal.
Le pôle basal des cellules épendymaires forme un prolongement qui s'imbrique avec celui des astrocytes de la zone sous-épendymaire.

## Rôles
Ces cellules ont un rôle majeur dans les phénomènes de sécrétion/réabsorption entre le parenchyme cérébral et le liquide cérébrospinal. Elles forment une véritable interface fonctionnelle entre ces deux structures.

### Circulation
Bien que le mouvement ciliaire des cellules épendymaires ait été rapporté par Purkinje en 1836, le rôle des cils de ces cellules n'a été clairement démontré que récemment[Quand ?] chez la souris. 
En effet, ces cils génèrent un flux liquidien au niveau de l'aqueduc de Sylvius (dénommé « flux épendymaire »). De plus, la mutation du gène codant la chaîne lourde d'une dynéine, qui est spécifiquement exprimée par les cellules épendymaires, entraîne une hydrocéphalie triventriculaire par blocage de l'aqueduc de Sylvius chez la souris.

### Neurogenèse
Les cellules épendymaires sont un élément de la niche neurogénique qui se trouve dans la zone sous-ventriculaire chez l'adulte. Elles participent principalement à la régulation de cette activité neurogénique. Il a longtemps été question que ces cellules soient elles-mêmes neurogéniques. Cependant les dernières recherches tendent à montrer que seuls certains astrocytes de la zone sont les cellules souches — astrocytes qui présentent certaines caractéristiques épendymaires — et que les cellules épendymaire ne sont capables de générer des neurones que dans des conditions anormales ou pathologiques.

## Pathologie
L'épendymome est une tumeur de la cellule épendymaire qui se développe le plus souvent au niveau du 4e ventricule.